# عملية سيدار
كان مشروع سيدار (المعروف أيضًا باسم عملية سيدار) مشروعًا أثناء الحرب العالمية الثانية لتسليم الطائرات قصيرة المدى من الولايات المتحدة إلى الاتحاد السوفييتي عبر عبادان بإيران في الخليج العربي.
لقد بدأ المشروع قبل دخول الولايات المتحدة كطرف في الحرب، وأُنشئت قاعدة في جزيرة عبادان في مارس 1924. وكانت ناقلات النفط العائدة من تسليم النفط للولايات المتحدة، سوف تنقل قطع طائرات بيل بي 39 إيراكوبرا، وكورتس بي 40 وارهاك، ودوجلاس إيه 20 هافوك إلى عبادان، حيث يتم تجميعها في الطائرات ونقلها جوًا إلى روسيا. وكانت مجموعة مستودع الطيران 82 جزءًا من مشروع سيدار.
لقد تمت عملية أخرى مشابهة في إريتريا لإصلاح طائرات سلاح الجو الملكي وهي مشروع 19.